# Pendang
Pendang (latin pendere, hänga ned) är egentligen något som hänger och som är ett motstycke till en annan sak, till exempel ett örhänge (franska pendant d'oreille). Det kan också vara ett prydnadsföremål eller ett konstverk som är avsett att hänga i par eller mitt emot ett annat. Uttrycket vara en pendang till något kan därför användas i betydelsen par, make, motsvarighet till exempel om en byggnad, en person, en bok eller en företeelse. 
Exempel:
- Man lät uppföra stadens nya och vackra rådhus som en pendang till residenset.
- Mankell har skrivit utkastet till en roman, en pendang till "Comédia infantil" i svensk miljö.
- På frågan om den underliga treenigheten med Gud, Satan som Guds son och Sofia som Guds dotter säger Åkerlund: - Det är en pendang till treenigheten i Nya Testamentet.

Pendant betyder hängande på franska och skrevs på svenska veterligen första gången i en bouppteckning år 1749.